# Vodni stolp, Celje
Celjski vodni stolp, tudi špitalski stolp, je polkrožen kamnit obrambni stolp, ki stoji na jugovzhodnem vogalu nekdanjega celjskega mestnega obzidja, kjer je danes stičišče Razlagove in Kocenove ulice v starem mestnem jedru. Stolp, ki se drži ostankov obzidja ter kamnitega loka novejše izdelave, ima stožčasto opečno streho, v njem pa so vzidani kosi nagrobnikov iz obdobja rimske Celeie in spominska plošča z oznako, do kod je segala voda med katastrofalno povodnijo leta 1672.
Stolp je bil zgrajen v 15. stoletju (po letu 1451) in v 16. stoletju predelan, zdaj pa je njegova zadnja stran občasno prizorišče dogodkov na prostem. Služil je tudi kot kulisa za film o Primožu Trubarju. Leta 2010 ga je Mestna občina Celje razglasila za nepremični spomenik lokalnega pomena.